# Díptico de los Símacos y Nicómacos
El díptico de los Símacos y Nicómacos es un díptico de marfil tallado que data probablemente del 388/401. Actualmente, las dos tablas del díptico, de 29 cm de altura, están repartidas una en el Museo de Victoria y Alberto de Londres y la otra en el Museo de Cluny de París (antes en el Louvre).
Durante el Bajo Imperio, las familias romanas más destacadas solían encargar dípticos como obsequio para celebrar acontecimientos importantes, como la adjudicación del consulado (dípticos consulares). Los eruditos creen que el díptico de los Símacos y Nicómacos fue creado para celebrar un matrimonio entre miembros de estas dos influyentes familias senatoriales paganas romanas; Generalmente se cree que el matrimonio fue entre Nicómaco Flaviano, hijo de Virio Nicómaco Flaviano, y una hija de Quinto Aurelio Símaco. 

## Historia
Los paneles del díptico se conservaron juntos hasta el siglo XIX. 
La descripción más antigua se remonta a 1717, cuando un inventario del tesoro de la abadía de Montier-en-Der registró su uso como puertas de un relicario de principios del siglo XIII. 
El historiador del arte Richard Delbrueck descubrió una referencia al díptico en la biografía de Bercario, que fundó la abadía hacia 670, escrita por el abad Adso de Montier-en-Der en el siglo X; según Adso, su predecesor "visitó Jerusalén y obtuvo muchas reliquias sagradas y trajo consigo excelentes tablillas de marfil". 
A raíz de la Revolución Francesa, en 1790 la abadía fue cerrada y se perdió todo vestigio del relicario y de sus paneles. El panel Nicómaco fue recuperado en 1860 en un pozo, gravemente dañado por un incendio, mientras que el panel Símaco, prácticamente intacto, reapareció poco después en manos de un coleccionista. Los dos paneles fueron adquiridos respectivamente por el Museo de Cluny y el Museo de Victoria y Alberto.

## Descripción y estilo

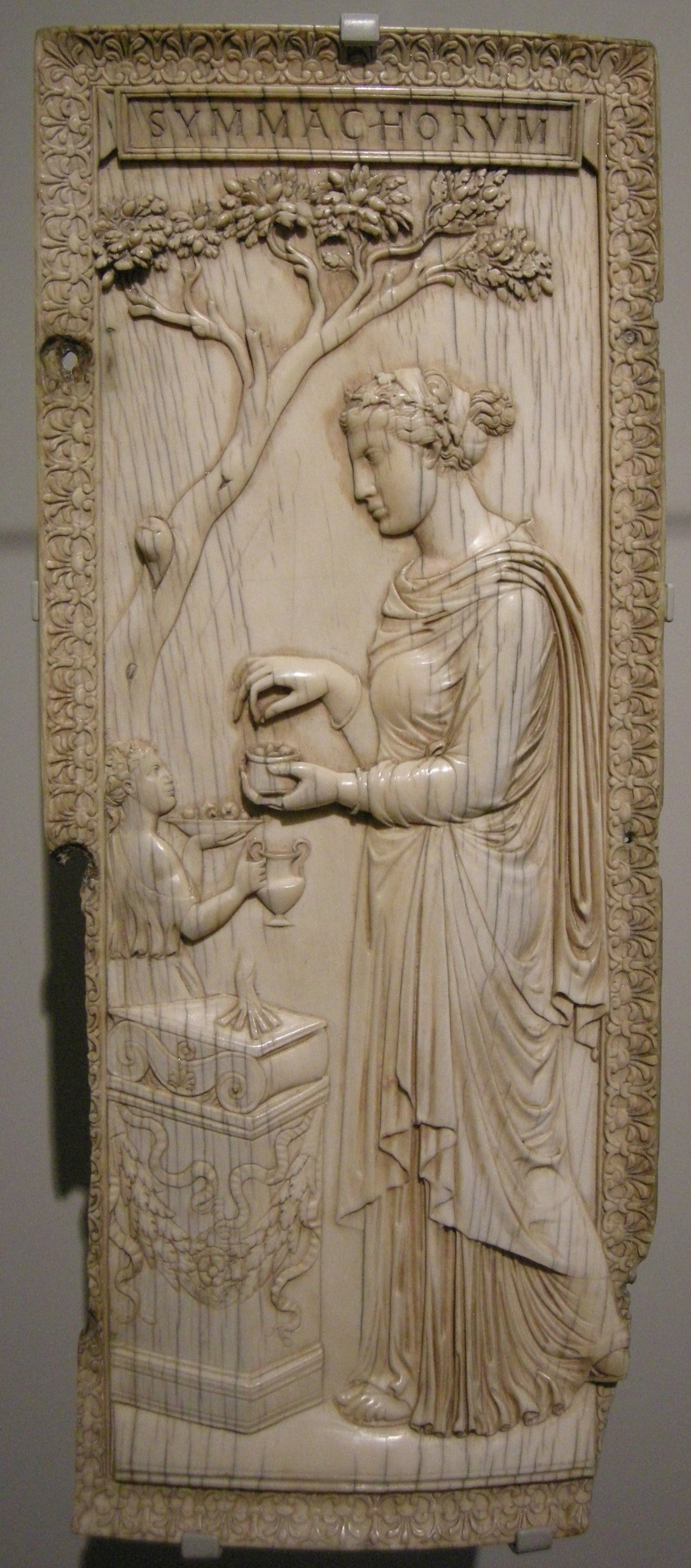
Panel «SYMMACHORVM» (de los Símacos), conservado en el Museo de Victoria y Alberto de Londres.

Durante finales del siglo IV el uso de dípticos "consulares" se había extendido como instrumento de política y propaganda para la clase dominante del imperio, entonces dividido entre Roma, Constantinopla y las demás capitales provisionales. Luego estaban los dípticos eclesiásticos y, como en el caso de este díptico, los privados, vinculados a las grandes familias senatoriales. El díptico de los Símacos y Nicómacos, a partir de los apellidos de las dos poderosas familias grabados en él, representa a dos sacerdotisas paganas dedicadas a ritos sagrados y estaba destinado a la transmisión (como un regalo precioso) de temas paganos y a su conservación después de la supresión oficial del culto por Teodosio I.
El díptico mide 29,9 x 12,6 cm (panel Nicómaco) y 29,8 x 12,2 cm (panel Símaco); fue realizado en Roma, entre 388 y 401,  o en Milán, en el mismo taller que creó el panel de marfil de las Marías cerca de la tumba, que comparte similares detalles florales de la orla que el díptico pagano. 
Cada uno de los paneles tiene características exteriores comunes, con un borde decorado con un friso de palmetas y flores de loto y el apellido, en la parte superior, dentro de una tablilla rectangular de doble asa. El tema principal de ambos es una figura femenina realizando actos de adoración en un altar.
El panel de París es el que se encuentra en peores condiciones de conservación, habiendo resultado gravemente dañado en un incendio; el marfil está fracturado en varias partes, faltando algunas, en particular las áreas de alto relieve como el rostro, la mano izquierda y el brazo derecho de la figura. Representa una figura femenina con la cabeza inclinada, el cabello suelto y el pecho derecho expuesto. Tiene una antorcha encendida en cada mano y probablemente las esté encendiendo para el rito nupcial, tomando el fuego del altar redondo a la izquierda; al fondo se puede ver un pino con ramas nudosas del que cuelgan dos címbalos. Tanto el árbol como los instrumentos de percusión son atributos de la diosa Cibeles y su amante el pastor Atis. 
El panel londinense mejor conservado muestra a una muchacha de perfil modestamente envuelta en la palla y en el acto de tomar algunos granos de precioso incienso para quemarlos en un altar rectangular decorado con guirnaldas de hojas de roble esculpidas; detrás de él hay un pequeño asistente que sostiene un enócoe y una cestilla llena de frutas, al fondo se ve un roble, la joven y el asistente portan coronas de hiedra. Estas son atributos de Dionisos y el roble de Júpiter.
El estilo se caracteriza por un estudiado clasicismo, que se inspira en el arte griego del siglo V y IV a. C. con el añadido del paisaje de origen helenístico. La interpretación de los pliegues de las telas y de los contornos es muy meticulosa, mientras el gusto pictórico típico tardoantiguo se revela en la insistencia en los claroscuros: las sombras del follaje de los árboles y el relieve excavado para los detalles de los altares produciendo sombra.
Se trata de los últimos ejemplos del clasicismo antiguo, resultado del "renacimiento teodosiano" y de la época de Honorio, que se encuentra también en obras similares (dípticos, missorias, relicarios) y en otras obras talladas como las puertas de Santa Sabina, en el que se intenta en el último momento integrar la cultura clásica con nuevos contenidos y necesidades culturales.